# Huaytunas-See
Der Huaytunas-See (Lago Huaytunas) ist ein Süßwassersee in der Pampa-Region des südamerikanischen Anden-Staates  Bolivien. Alternativnamen für den See sind "Lago Rogoaguado", "Lago Ginebra" („Genfersee“) und "Lago Yajchaja".

## Lage
Der See liegt im Zentrum des Landkreises Municipio Exaltación in der Provinz Yacuma im Departamento Beni. Der Huaytunas-See liegt auf einer Höhe von 146 m, vierzig Kilometer nordwestlich von Exaltación, dem zentralen Ort des Municipio am Río Mamoré, der über die Ruta 902 mit dem Fernstraße verbunden ist. Nächstgelegene Ortschaft ist San José, zehn Kilometer südwestlich vom Südufer des Lago Huaytunas gelegen.

## Größe
Der See erstreckt sich von Norden nach Süden über eine Länge von 35 Kilometer und hat eine Breite von bis zu 16 Kilometer. Seine Uferlinie beträgt 165 km, und die Wasseroberfläche beträgt 329,5 km², was den See zum größten Süßwassersee des bolivianischen Tieflandes macht. Am Ostufer des Sees direkt dem Ufer vorgelagert befinden sich zwei kleine Inseln.